# アルブレヒト・フリードリヒ・フォン・ブランデンブルク＝シュヴェート
アルブレヒト・フリードリヒ・フォン・ブランデンブルク＝シュヴェート（Albrecht Friedrich Prinz von Preußen, Markgraf zu Brandenburg-Schwedt, 1672年1月24日 - 1731年6月21日）は、ブランデンブルク＝プロイセンの公子、将軍。ブランデンブルク＝シュヴェート辺境伯。聖ヨハネ騎士団ブランデンブルク大管区長。

## 生涯
ブランデンブルク選帝侯フリードリヒ・ヴィルヘルム（大選帝侯）とその後妻ドロテアの間の2番目の息子として生まれた。アルブレヒト・フリードリヒとその同母の兄弟姉妹は、同母兄でマクデブルク総督のフィリップ・ヴィルヘルムを始祖とするブランデンブルク＝シュヴェート辺境伯家に属し、異母兄の初代プロイセン王フリードリヒ1世とは家系を異にすると見なされる。
1689年にプファルツ継承戦争が起きると、アルブレヒト・フリードリヒは見習い士官としてプロイセン軍に従軍し、フランスに赴いている。1692年には騎兵連隊の連隊長となり、翌1693年には少将に任じられた。1694年にはイタリアでの戦役に参加し、1695年に中将となる。1696年にはブランデンブルク・ヨハネ騎士団の団長に就任し、1701年には黒鷲勲章を授けられた。スペイン継承戦争中の1702年2月14日には歩兵連隊の司令官に就任し、ネーデルラントでのフランスとの戦いを勝利に導いた。しかし同年11月には病気のため司令官職を退いている。1706年にはヒンターポンメルンの総督に任命された。

## 子女
1703年10月31日、従兄のクールラント・ゼムガレン公フリードリヒ・カジミールの娘マリー・ドロテア（1684年 - 1743年）と結婚し、4男3女をもうけた。
- フリードリヒ（1704年 - 1707年）
- カール・フリードリヒ・アルブレヒト（1705年 - 1762年）
- アンナ・ゾフィア・シャルロッテ（英語版）（1706年 - 1751年） - 1723年、ザクセン＝アイゼナハ公ヴィルヘルム・ハインリヒと結婚
- ルイーゼ・ヴィルヘルミーネ（1709年 - 1726年）
- フリードリヒ（英語版）（1710年 - 1741年） - モルヴィッツの戦い戦死
- アルベルティーネ（1712年 - 1750年） - 1733年、アンハルト＝ベルンブルク侯ヴィクトル2世フリードリヒ（英語版）と結婚
- フリードリヒ・ヴィルヘルム（英語版）（1714年 - 1744年） - 第二次シュレージエン戦争で戦死